# المؤتمر الرفيع المستوى المعني بالأمن الغذائي العالمي
عٌقد المؤتمر الرفيع المستوى المعني بالأمن الغذائي العالمي في روما في الفترة من 3 إلى 5 يونيو / حزيران 2008 تحت إشراف منظمة الأغذية والزراعة للأمم المتحدة. واسمه الرسمي هو "المؤتمر الرفيع المستوى المعني بالأمن الغذائي العالمي: تحديات تغير المناخ والطاقة الحيوية. وتبع المؤتمر اجتماعات الخبراء واستشارات أصحاب المصلحة التي عقدتها منظمة الأغذية والزراعة في الفترة بين يناير / كانون الثاني وأبريل / نيسان 2008.
وركز المؤتمر على أزمة أسعار الغذاء العالمية وتغير المناخ والزراعة وقضايا الغذاء مقابل الوقود. وكانت إحدى القضايا الرئيسية هي ما إذا كان ينبغي زيادة إنتاج الوقود الحيوي، أو ما إذا كانت الزيادة العالمية في أسعار الأغذية قد جعلت إنتاج الأغذية أكثر أهمية. كان وزير الزراعة الأمريكي إدوارد ت. شافر من بين المشاركين. واجهت المناقشات عقبات بسبب المناقشات حول اللغة حول الحظر التجاري والقيود المفروضة على التصدير. في وقت قصير من الاجتماع، لم تكن الدول الغنية قادرة على التوصل إلى اتفاق بشأن التغييرات في السياسات الزراعية والتجارية فضلا عن استخدام الوقود الحيوي.

## وصلات خارجية
- موقع منظمة الأغذية والزراعة
- صحائف الوقائع والنشرات الصحفية
- موقع فاوستات FAOSTAT
- مكتبة ديفيد لوبين التذكارية التابعة للمنظمة